# Segunda División de España 1993-94
La temporada 1993–94 de la Segunda División de España de fútbol corresponde a la 63.ª edición del campeonato y se disputó entre el 4 de septiembre de 1993 y el 15 de mayo de 1994 en su fase regular. Posteriormente se disputó la promoción de ascenso entre el 22 de mayo y el 1 de junio
El campeón de Segunda División fue el RCD Español.

## Sistema de competición
La Segunda División de España 1993/94 fue organizada por la Liga de Fútbol Profesional (LFP).
El campeonato contó con la participación de 20 clubes y se disputó siguiendo un sistema de liga, de modo que todos los equipos se enfrentaron entre sí, todos contra todos en dos ocasiones -una en campo propio y otra en campo contrario- sumando un total de 38 jornadas. El orden de los encuentros se decidió por sorteo antes de empezar la competición.
Los dos primeros clasificados ascendieron directamente a Primera División, mientras que el tercer y cuarto clasificado disputaron la promoción de ascenso ante el decimoséptimo y decimoctavo clasificado de la máxima categoría en eliminatorias directas a doble partido.
Los cuatro últimos clasificados descendieron directamente a Segunda División B.

## Clubes participantes
| Datos de ascensos y descensos con respecto a la temporada anterior |
| --- |
| RCD Español, Cádiz CF y Real Burgos CF descienden de Primera División. UE Lleida, Real Valladolid y Racing de Santander ascienden a Primera División. UE Figueres, CD Lugo y Sestao SC descienden a Segunda División B. También desciende el CE Sabadell FC pero por motivos económicos cae hasta Tercera División. Hércules CF, CD Leganés, Real Murcia CF y CD Toledo ascienden a Segunda División. |

Tomaron parte en la competición veinte equipos, con dos debutantes en la categoría: el Club Deportivo Leganés y el Club Deportivo Toledo.
| Equipo                         | Ciudad                 | Estadio                  |
| ------------------------------ | ---------------------- | ------------------------ |
| Athletic Club "B"              | Bilbao                 | San Mamés                |
| Club Deportivo Badajoz         | Badajoz                | El Vivero                |
| Fútbol Club Barcelona "B"      | Barcelona              | Mini Estadi              |
| Real Betis Balompié            | Sevilla                | Benito Villamarín        |
| Real Burgos Club de Fútbol     | Burgos                 | El Plantío               |
| Cádiz Club de Fútbol           | Cádiz                  | Ramón de Carranza        |
| Club Deportivo Castellón       | Castellón              | Nuevo Castalia           |
| Sociedad Deportiva Compostela  | Santiago de Compostela | Multiusos de San Lázaro  |
| Sociedad Deportiva Eibar       | Éibar                  | Ipurúa                   |
| Real Club Deportivo Español    | Barcelona              | Sarriá                   |
| Hércules Club de Fútbol        | Alicante               | José Rico Pérez          |
| Club Deportivo Leganés         | Leganés                | Luis Rodríguez de Miguel |
| Real Madrid Club de Fútbol "B" | Madrid                 | Ciudad Deportiva         |
| Real Club Deportivo Mallorca   | Palma de Mallorca      | Lluís Sitjar             |
| Club Atlético Marbella         | Marbella               | Municipal de Marbella    |
| Club Polideportivo Mérida      | Mérida                 | Municipal de Mérida      |
| Real Murcia Club de Fútbol     | Murcia                 | La Condomina             |
| Palamós Club de Fútbol         | Palamós                | Nou Municipal            |
| Club Deportivo Toledo          | Toledo                 | Salto del Caballo        |
| Villarreal Club de Fútbol      | Villarreal             | El Madrigal              |

## Clasificación
| Pos. | Equipo                  | Pts. | PJ | G  | E  | P  | GF | GC | Dif. | Clasificación                 |
| ---- | ----------------------- | ---- | -- | -- | -- | -- | -- | -- | ---- | ----------------------------- |
| 1    | R. C. D. Español (C, A) | 52   | 38 | 20 | 12 | 6  | 59 | 25 | +34  | Ascenso a Primera División    |
| 2    | Real Betis (A)          | 51   | 38 | 22 | 7  | 9  | 66 | 38 | +28  | Ascenso a Primera División    |
| 3    | S. D. Compostela (A)    | 49   | 38 | 21 | 7  | 10 | 56 | 36 | +20  | Acceso a Promoción de ascenso |
| 4    | C. D. Toledo            | 47   | 38 | 18 | 11 | 9  | 50 | 32 | +18  | Acceso a Promoción de ascenso |
| 5    | R. C. D. Mallorca       | 47   | 38 | 20 | 7  | 11 | 66 | 39 | +27  |                               |
| 6    | Real Madrid C. F. "B"   | 46   | 38 | 19 | 8  | 11 | 57 | 41 | +16  |                               |
| 7    | Hércules C. F.          | 44   | 38 | 16 | 12 | 10 | 41 | 35 | +6   |                               |
| 8    | F. C. Barcelona "B"     | 39   | 38 | 11 | 17 | 10 | 59 | 51 | +8   |                               |
| 9    | Mérida C. P.            | 37   | 38 | 12 | 13 | 13 | 47 | 41 | +6   |                               |
| 10   | S. D. Eibar             | 35   | 38 | 10 | 15 | 13 | 30 | 40 | −10  |                               |
| 11   | C. D. Badajoz           | 35   | 38 | 12 | 11 | 15 | 45 | 46 | −1   |                               |
| 12   | Atlético Marbella       | 35   | 38 | 10 | 15 | 13 | 40 | 41 | −1   |                               |
| 13   | Palamós C. F.           | 34   | 38 | 11 | 12 | 15 | 40 | 49 | −9   |                               |
| 14   | Athletic Club "B"       | 34   | 38 | 10 | 14 | 14 | 46 | 52 | −6   |                               |
| 15   | C. D. Leganés           | 34   | 38 | 11 | 12 | 15 | 53 | 59 | −6   |                               |
| 16   | Villarreal C. F.        | 34   | 38 | 14 | 6  | 18 | 29 | 48 | −19  |                               |
| 17   | C. D. Castellón (D)     | 32   | 38 | 9  | 14 | 15 | 30 | 48 | −18  | Descenso a Segunda División B |
| 18   | Real Murcia C. F. (D)   | 31   | 38 | 10 | 11 | 17 | 40 | 64 | −24  | Descenso a Segunda División B |
| 19   | Real Burgos C. F. (D)   | 26   | 38 | 10 | 6  | 22 | 38 | 68 | −30  | Descenso a Segunda División B |
| 20   | Cádiz C. F. (D)         | 18   | 38 | 4  | 10 | 24 | 28 | 67 | −39  | Descenso a Segunda División B |

 Fuente: BDFútbol
Criterios de clasificación: Puntos · Enfrentamientos directos · Diferencia de goles · Goles a favor · Play-off
Notas:
1. ↑  El Real Burgos fue descendido administrativamente a Tercera División por impagos. Finalmente, no se inscribió en dicha categoría y se retiró de toda competición hasta la temporada 2011/2012.

## Resultados
| Local \ Visitante     | ATH | BAD | BAR | BET | CAD | CAS | COM | EIB | ESP | HER | LEG | MLL | MAR | MER | MUR | PAL | RBU | RMA | TOL | VIL |
| --------------------- | --- | --- | --- | --- | --- | --- | --- | --- | --- | --- | --- | --- | --- | --- | --- | --- | --- | --- | --- | --- |
| Athletic Club "B"     | —   | 0–1 | 4–2 | 2–0 | 1–1 | 0–1 | 1–0 | 1–1 | 1–2 | 0–1 | 4–1 | 0–1 | 0–0 | 1–1 | 1–1 | 2–2 | 2–1 | 0–1 | 1–1 | 4–0 |
| C. D. Badajoz         | 0–1 | —   | 0–2 | 0–1 | 2–2 | 2–2 | 0–1 | 0–1 | 1–1 | 1–1 | 1–5 | 1–2 | 2–0 | 2–0 | 2–0 | 3–2 | 5–1 | 2–1 | 2–0 | 2–0 |
| F. C. Barcelona "B"   | 4–0 | 1–1 | —   | 2–2 | 6–0 | 2–2 | 0–0 | 2–2 | 1–2 | 0–0 | 1–0 | 0–2 | 0–0 | 2–2 | 3–1 | 1–0 | 3–0 | 1–1 | 0–1 | 1–0 |
| Real Betis            | 2–1 | 4–1 | 4–0 | —   | 3–0 | 2–0 | 3–2 | 3–0 | 2–1 | 2–1 | 2–0 | 3–1 | 5–2 | 2–0 | 4–1 | 1–2 | 1–0 | 3–0 | 1–1 | 1–0 |
| Cádiz C. F.           | 1–1 | 0–2 | 1–1 | 0–2 | —   | 4–0 | 0–2 | 0–0 | 0–0 | 1–2 | 1–2 | 1–2 | 2–1 | 2–4 | 0–1 | 0–1 | 2–1 | 1–1 | 0–0 | 0–1 |
| C. D. Castellón       | 1–1 | 0–0 | 1–2 | 1–1 | 4–0 | —   | 1–2 | 1–0 | 0–5 | 2–1 | 0–2 | 1–1 | 0–2 | 0–0 | 0–0 | 0–3 | 0–0 | 3–1 | 1–2 | 0–2 |
| S. D. Compostela      | 1–3 | 1–0 | 2–2 | 0–0 | 0–0 | 2–0 | —   | 2–1 | 3–0 | 1–1 | 2–1 | 3–1 | 1–0 | 1–0 | 4–0 | 2–1 | 3–0 | 2–0 | 3–2 | 2–0 |
| S. D. Eibar           | 1–1 | 2–0 | 1–1 | 0–0 | 2–1 | 3–1 | 0–1 | —   | 0–1 | 1–1 | 2–2 | 2–1 | 1–0 | 0–1 | 1–0 | 2–0 | 3–0 | 0–0 | 1–0 | 0–0 |
| R. C. D. Español      | 0–1 | 2–1 | 2–2 | 4–2 | 4–0 | 0–0 | 2–0 | 0–0 | —   | 1–1 | 3–0 | 0–0 | 1–0 | 3–0 | 2–0 | 1–1 | 3–0 | 1–2 | 3–0 | 1–0 |
| Hércules C. F.        | 1–1 | 2–0 | 2–1 | 2–0 | 3–2 | 0–0 | 2–0 | 0–0 | 2–1 | —   | 0–2 | 0–4 | 1–1 | 1–1 | 2–0 | 1–0 | 3–0 | 1–0 | 0–1 | 4–0 |
| C. D. Leganés         | 2–1 | 2–6 | 2–2 | 1–2 | 1–0 | 1–1 | 0–2 | 2–0 | 2–1 | 2–0 | —   | 1–1 | 1–1 | 1–1 | 1–2 | 0–2 | 3–0 | 2–2 | 2–2 | 1–1 |
| R. C. D. Mallorca     | 2–3 | 3–0 | 2–2 | 2–0 | 4–0 | 0–1 | 3–2 | 4–0 | 1–1 | 3–0 | 1–1 | —   | 1–1 | 2–1 | 4–0 | 2–0 | 1–0 | 3–1 | 2–3 | 2–0 |
| Atlético Marbella     | 2–0 | 0–0 | 3–0 | 2–2 | 0–2 | 1–1 | 2–2 | 1–1 | 0–1 | 0–1 | 2–1 | 2–0 | —   | 1–1 | 1–1 | 1–0 | 2–0 | 3–3 | 1–0 | 2–0 |
| Mérida C. P.          | 2–2 | 1–1 | 2–0 | 3–1 | 4–0 | 0–2 | 1–2 | 2–0 | 0–1 | 1–0 | 1–1 | 1–0 | 1–2 | —   | 2–0 | 1–0 | 5–0 | 2–2 | 1–2 | 0–1 |
| Real Murcia C. F.     | 1–1 | 2–2 | 2–5 | 1–0 | 2–1 | 3–0 | 2–1 | 1–1 | 1–1 | 0–0 | 3–2 | 3–4 | 1–1 | 1–1 | —   | 3–2 | 3–1 | 0–1 | 0–1 | 3–1 |
| Palamós C. F.         | 2–1 | 0–2 | 1–1 | 1–1 | 1–1 | 0–0 | 0–0 | 1–0 | 0–0 | 0–0 | 3–2 | 0–2 | 1–0 | 0–0 | 1–1 | —   | 3–3 | 1–0 | 1–0 | 5–2 |
| Real Burgos C. F.     | 3–1 | 2–0 | 1–4 | 0–2 | 2–1 | 1–0 | 3–1 | 5–0 | 1–1 | 2–0 | 1–1 | 1–2 | 2–1 | 1–2 | 2–0 | 1–0 | —   | 1–3 | 1–2 | 0–1 |
| Real Madrid C. F. "B" | 4–1 | 1–0 | 3–1 | 0–1 | 2–1 | 0–2 | 0–1 | 0–0 | 0–3 | 3–1 | 2–0 | 2–0 | 3–1 | 2–1 | 2–0 | 4–0 | 4–1 | —   | 2–0 | 3–1 |
| C. D. Toledo          | 4–0 | 0–0 | 0–0 | 2–0 | 1–0 | 2–0 | 1–0 | 2–1 | 0–1 | 1–2 | 3–1 | 1–0 | 1–1 | 1–1 | 5–0 | 5–2 | 0–0 | 0–0 | —   | 3–1 |
| Villarreal C. F.      | 1–1 | 0–0 | 2–1 | 2–1 | 1–0 | 0–1 | 3–2 | 2–0 | 0–3 | 0–1 | 0–2 | 1–0 | 1–0 | 1–0 | 1–0 | 3–1 | 0–0 | 0–1 | 0–0 | —   |

## Promoción de ascenso
En la promoción de ascenso jugaron SD Compostela y CD Toledo como tercer y cuarto clasificado de Segunda División. Sus rivales fueron AD Rayo Vallecano y Real Valladolid como decimoséptimo y decimoctavo clasificado de Primera División.
La promoción se jugó a doble partido a ida y vuelta con los siguientes resultados:
| 22 de mayo de 1994 | CD Toledo    | 1:0     | Real Valladolid | Estadio Salto del Caballo, Toledo                                            |                                                                              |
|                    | Paniagua 64' | Reporte |                 | Asistencia: 5.000 espectadores Árbitro(s): García-Aranda Encinar (Madrileño) | Asistencia: 5.000 espectadores Árbitro(s): García-Aranda Encinar (Madrileño) |

| 29 de mayo de 1994 | Real Valladolid                             | 4:0     | CD Toledo | Nuevo José Zorrilla, Valladolid                                     |                                                                     |
|                    | Macón 3' Juli 45' Amavisca 80' Amavisca 85' | Reporte |           | Asistencia: 23.000 espectadores Árbitro(s): Brito Arceo (Tinerfeño) | Asistencia: 23.000 espectadores Árbitro(s): Brito Arceo (Tinerfeño) |

| Permanece en Primera División Real Valladolid |

| 22 de mayo de 1994 | AD Rayo Vallecano | 1:1     | SD Compostela | Estadio de Vallecas, Madrid                                              |                                                                          |
|                    | Urzaiz 44'        | Reporte | Ohen 31'      | Asistencia: 14.000 espectadores Árbitro(s): Ansuátegui Roca (Valenciano) | Asistencia: 14.000 espectadores Árbitro(s): Ansuátegui Roca (Valenciano) |

| 28 de mayo de 1994 | SD Compostela | 0:0     | AD Rayo Vallecano | Estadio Multiusos de San Lázaro, Santiago de Compostela                          |                                                                                  |
|                    |               | Reporte |                   | Asistencia: 13.000 espectadores Árbitro(s): Rubio Valdivieso (Castellano-leonés) | Asistencia: 13.000 espectadores Árbitro(s): Rubio Valdivieso (Castellano-leonés) |

| 1 de junio de 1994 | SD Compostela              | 3:1     | AD Rayo Vallecano | Estadio Carlos Tartiere, Oviedo                       |                                                       |
|                    | Ohen 16' Ohen 53' José 88' | Reporte | Višnjić 56'       | Asistencia: 18.000 espectadores Árbitro(s): Díaz Vega | Asistencia: 18.000 espectadores Árbitro(s): Díaz Vega |

| Asciende a Primera División SD Compostela |

## Máximos goleadores (Trofeo Pichichi)
Por segunda temporada consecutiva, Daniel Toribio Aquino, ahora en las filas del Real Betis, repitió el Trofeo Pichichi del Diario Marca como máximo anotador.
| Pos. | Jugador               | Equipo        | Goles |
| ---- | --------------------- | ------------- | ----- |
| 1º   | Daniel Toribio Aquino | Real Betis    | 26    |
| 2º   | Goran Milojević       | RCD Mallorca  | 23    |
| 3º   | Roberto Martínez      | Palamós CF    | 18    |
| 4º   | Juan Sánchez          | RCD Mallorca  | 16    |
| 5º   | Juan Carlos Paniagua  | CD Toledo     | 15    |
| 6º   | José Luis Morales     | Real Madrid B | 14    |
| 7º   | Jesús García Pitarch  | CP Mérida     | 13    |
|      | Velko Iotov           | RCD Español   | 13    |
|      | Christopher Ohen      | SD Compostela | 13    |
| 10º  | Antonio Martín        | CD Leganés    | 12    |
|      | Jordi Cruyff          | FC Barcelona  | 12    |
|      | Óscar García          | FC Barcelona  | 12    |
|      | Rafa Pozo             | CD Badajoz    | 12    |

## Resumen
Campeón de Segunda División:
| - Real Club Deportivo Español |

Ascienden a Primera División:
| - Real Club Deportivo Español | - Real Betis Balompié | - Sociedad Deportiva Compostela |

Descienden a Segunda División B: 
| - Club Deportivo Castellón | - Real Murcia Club de Fútbol | - Cádiz Club de Fútbol |

Desciende a Tercera División: 
| - Real Burgos Club de Fútbol |